# Sebastian Plate
Sebastian Plate (* 7. August 1979 in Düsseldorf) ist ein ehemaliger deutscher Fußballspieler.

## Karriere
Sebastian Plate spielte von 2002 bis 2005 beim Bundesligisten Borussia Mönchengladbach. Hauptsächlich kam der Abwehrspieler jedoch in der zweiten Mannschaft zum Einsatz. Insgesamt bestritt er zwei Spiele in der höchsten deutschen Liga, das erste am 16. November 2002, als er in der Partie bei Bayer 04 Leverkusen, die 2:2 endete, in der 79. Minute von Trainer Hans Meyer für Daniel Felgenhauer eingewechselt wurde. Zur Saison 2005/06 wechselte er zum Regionalligisten Preußen Münster und hatte dort 20 Einsätze. Aufgrund eines Kreuzbandrisses musste er ein Jahr pausieren. Danach wechselte er zurück ins Bergische Land und spielte zuerst bei der Spvg. Radevormwald und später beim Cronenberger SC.
In der Saison 2009/10 wechselte Plate zum Niederrheinligisten FC Remscheid, wo er auch das Kapitänsamt übernahm. Mit dem FCR stieg er 2010 aus der Verbandsliga ab und spielt seitdem in der Landesliga Niederrhein. Seit  Juli 2012 streift er das Trikot des TSV Ronsdorf in der Landesliga Gruppe 1 über.
Sebastian Plate studierte seit 2007 an der Universität Wuppertal Sport und Biologie auf Lehramt.
Sebastian Plate ist seit dem Jahr 2015 verbeamteter Studienrat.